# Rold Skov
Bosque de Rold (en danés: Rold Skov) es el segundo mayor bosque de Dinamarca.
El bosque tiene el nombre de la localidad de Rold que se encuentra en las afueras del sur de esa área. Otras ciudades en Rold Skov incluyen Arden, Rebild y Skørping.
El parque nacional de Rebild (en danés: Rebild Bakker), es un área protegida danesa formada por colinas cubiertas de brezo, que está situado en una parte de Rold Skov. El parque nacional fue fundado en 1912 por un grupo de daneses-estadounidenses como un regalo a la nación danesa. El parque es conocido por su celebración del 4 de julio, una de las más grandes fuera de los Estados Unidos.